# 血管紧张素 II (药物)
血管紧张素II（英語：Ang II）是一种用于治疗敗血性休克或其他分布性休克引起的低血壓药物。 它是一种人工合成的血管收縮肽，与人体激素血管紧张素II相同，以Giapreza品牌销售。美国食品药品监督管理局于2017年12月批准使用血管紧张素II治疗敗血性休克引起的低血压。
美国食品药品监督管理局认定其为同类首创药物。

## 医疗用途
血管紧张素II是一种血管收縮剂，用于增加成人脓毒症或其他分布性休克患者的血压。血管紧张素II是一种天然激素，作为肾素-血管紧张素系统的一部分分泌，可导致强有力的全身性血管收缩。自20世纪30年代末首次分离出血管紧张素以来，人们一直在研究它的血管加压作用。血管加压药是指通过诱导外周血管收縮来对抗血管扩张性休克的药物。常用的血管加压剂包括儿茶酚胺类（如多巴胺、去甲肾上腺素、肾上腺素）和非儿茶酚胺（如抗利尿激素），但这些药物并非总能有效逆转血管舒张性休克，而且使用这些药物可能会产生明显的副作用，包括肢體缺血和心律不整。血管紧张素II是一种可增加血压并减少儿茶酚胺剂量的治疗选择。
血管紧张素II使用前必须以0.9%氯化钠稀释液靜脈注射。

## 不良反应
接受血管紧张素II治疗的患者发生血栓栓塞的风险增加。在ATHOS-3研究中，与接受安慰剂治疗的患者相比，接受血管紧张素II治疗的患者动脉和静脉血栓和血栓栓塞事件的发生率更高13%（21/163 例患者）对 5%（8/158 例患者）。建议患者同时进行静脉血栓栓塞预防。其他不良反应包括血小板减少、心跳过速、真菌感染、譫妄、酸中毒、高血糖和外周缺血。
血管紧张素II作用于突触前肾上腺素能神经上的血管紧张素受体（AT1）→释放儿茶酚胺→儿茶酚胺过多会导致肌细胞坏死，因而有害。